# Bogrács

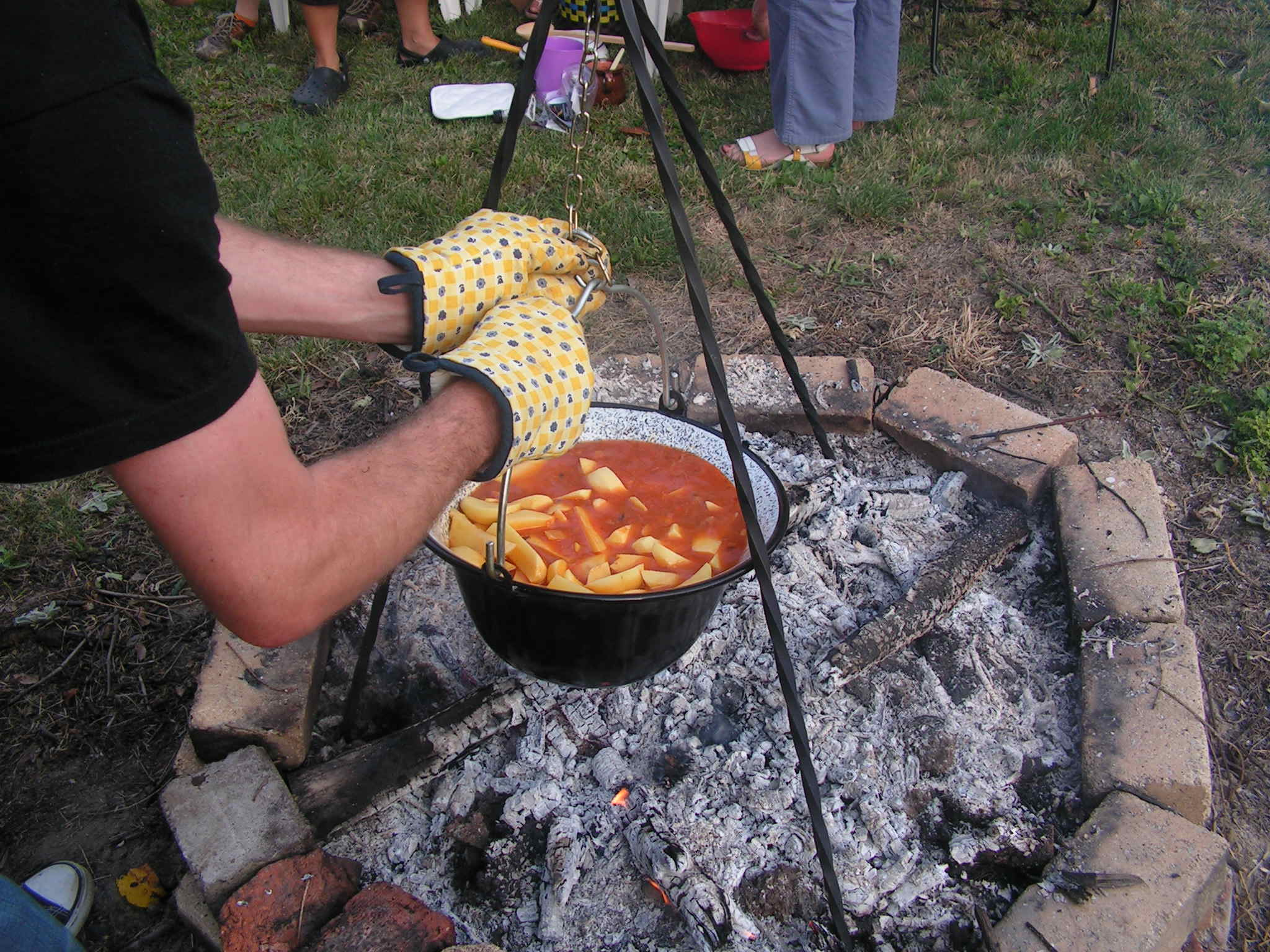
Een Bogrács met paprikás krumpli

De bogrács is een pan of ketel gebruikt door Hongaren en in vroegere tijden Hongaarse herders om boven een vuur in te koken.
Typische bográcsgerechten zijn: paprikás krumpli, halászlé en pörkölt,